# Vagn Lyhne
Vagn Lyhne (født 1945, død 10. august 2023) var en dansk forfatter.
Han blev student fra Sct. Knuds Gymnasium i Odense i 1964 og mag.art. i 1980. I 1992 blev han lic.phil.
Han debuterede med bogen Eksperimentere som en gal. Psykiatriens sidste krise: Brun, Andreasen, Schimm & Amalie Skram contra professor Pontoppidan i 1981. 
Ved sin død efterlod Vagn Lyhne sig manuskriptet Bedrøvelsens tid – forholdet mellem psykiatri og jura i Danmark 1767-1866.